# Martin Pistorius
Martin Pistorius (Joanesburgo, 31 de dezembro de 1975) é um web designer freelancer, desenvolvedor e autor, mais conhecido pelo seu livro Ghost Boy, de 2011, no qual descreve como viver com a síndrome de bloqueio e ser incapaz de se mover durante 12 a 14 anos. Quando tinha 12 anos, Martin começou a perder o controlo motor voluntário, acabando por entrar em estado vegetativo durante três anos. Começou a recuperar a consciência por volta dos 16 anos, alcançando a consciência completa aos 19, embora ainda estivesse completamente paralisado, com exceção dos olhos. Martim não conseguiu se comunicar com outras pessoas até que a sua cuidadora, Virna van der Walt, percebeu que ele podia usar os olhos para responder às suas palavras. Virna enviou-o para o Centro de Comunicação Aumentativa e Alternativa da Universidade de Pretória para testes, onde confirmaram que Martin estava consciente e ciente do ambiente em sua volta.
Os seus pais deram-lhe então um sintetizador de fala, e Martin começou a recuperar lentamente algumas funções da parte superior do corpo. Em 2008, conheceu a sua mulher Joanna através da sua irmã Kim, e casaram-se em 2009. Martin co-escreveu a sua autobiografia Ghost Boy com Megan Lloyd Davies, publicada em 2011. Nesse momento, Pistorius havia recuperado um controlo limitado sobre a cabeça e os braços, mas ainda precisava do sintetizador de fala para se comunicar com os outros. Em 2018, o casal esperava um filho, e Pistorius praticava corrida em cadeira de rodas.

## História

### Vida
No final dos anos 80, Pistorius e os seus pais moravam na África do Sul, onde aos 12 anos Martin começou lentamente a desenvolver sintomas que incluíam a perda da capacidade de se mover sozinho. Os médicos não conseguiram diagnosticar a doença exacta, supondo ser meningite criptocócica e tuberculose no cérebro.
Pistorius acabou entrando num estado vegetativo que durou 4 anos, período durante o qual os médicos informaram os seus pais que não esperavam que Pistorius despertasse ou sobrevivesse por muito mais tempo. A partir dos 14 anos, Pistorius recebeu parte dos cuidados diários por meio de uma clínica durante o dia. À noite, era tratado sobretudo pelo pai, Rodney, que afirmava que acordava a cada duas horas para virar o filho, de modo a que este não desenvolvesse escaras. Pistorius pensa ter comeado a recuperar a consciência por volta dos 16 anos, cerca de 1992, quando foi capaz de sentir as pessoas ao seu redor. No entanto, não se lembrou imediatamente de eventos anteriores, algo que descreveu como "um pouco como um bebé nascendo". Por volta dos 19 anos, Pistorius recuperou plena consciência e noção do seu entorno, mas inicialmente foi incapaz de transmitir isso às pessoas ao seu redor. Era capaz de fazer pequenos movimentos que não foram inicialmente detectados pelos seus cuidadores primários. Um dia, Virna van der Walt - uma aromaterapeuta e uma das prestadoras de cuidados de Pistorius - começou a perceber que Pistorius reagia a declarações e perguntas específicas que ela fazia. Seguindo as suas recomendações, Pistorius foi enviado ao Centro de Comunicação Aumentativa e Alternativa da Universidade de Pretória por volta dos 25 anos, queconfirmaram que ele estava ciente e poderia responder às declarações. Os pais de Pistorius deram-lhe então um computador com software para se comunicar com as pessoas ao seu redor.

### Vida familiar
Pistorius conheceu a sua futura mulher, Joanna, residente no Reino Unido, em 2008, por meio da sua irmã Kim, que havia se mudado para esse país por motivos de trabalho. Mais tarde Martin mudou-se para o Reino Unido para ficar com Joanna, e casaram-se em 2009. Martin descreveu a terrível experiência de estar ciente, mas paralisado, numa curta gravação de vídeo em 2018, quando o casal estava prestes a ter um filho. Naquela época, enquanto ainda usava uma cadeira de rodas, Martin estava correndo com ela.

### Ghost Boy
Em 2011, a editora Simon & Schuster publicou a autobiografia de Pistorius, Ghost Boy, em co-autoria com Megan Lloyd Davies. O livro teve uma resposta favorável. Em 2011, Pistorius havia recuperado algum controle sobre a cabeça e os braços e podia se comunicar com outras pessoas através de um computador equipado com software de conversão de texto em fala.

### Invisibilia
A história de Pistorius encontrou um público consideravelmente maior depois de aparecer no primeiro episódio do podcast da NPR Invisibilia, intitulado "A História Secreta dos Pensamentos".

### Palestras
Em 2015, no evenno TEDx em Kansas City, Pistorius descreveu como se libertou de uma vida trancada dentro de seu próprio corpo na sua palestra Como minha mente regressou à vida - sem ninguém saber, dando depois outras palestras. Em 2018, fez um vídeo descrevendo sua doença e recuperação e a experiência de estar totalmente consciente, mas incapaz de se comunicar.